# Zombodze
Zombodze è un villaggio situato nel Distretto di Shiselweni, eSwatini. La sua popolazione al censimento del 2007 era di 16.067 abitanti, il villaggio prende il nome dal tinkhundla omonimo.

## Storia
Zombodze è un villaggio reale in quanto molti reali dello Swaziland sono sepolti sulla collina sepolcrale (Burial Hill) presente al suo interno. Il re Mswati III dichiarò il villaggio "reale" data la storia dietro il villaggio.